# Brick (film, 2025)
Brick är en tysk thrillerfilm som hade premiär den 10 juli 2025 på Netflix. Filmen är regisserad av Philip Koch, som även skrivit filmens manus.

## Handling
När Tim och Olivia vaknar är lägenhetshuset där de bor plötsligt omringat av en mystisk mur. Nu måste alla grannarna samarbeta för att ta sig ut med livet i behåll.

## Rollista (i urval)
- Matthias Schweighöfer - Tim
- Ruby O. Fee - Olivia
- Frederick Lau
- Murathan Muslu
- Alexander Beyer
- Sira-Anna Faal
- Salber Lee Williams